# Torcy, Seine-et-Marne
Torcy là một xã trong vùng hành chính Île-de-France, thuộc tỉnh Seine-et-Marne, quận Torcy, tổng Torcy. Tọa độ địa lý của xã là 48° 51' vĩ độ bắc, 02° 39' kinh độ đông. Torcy nằm trên độ cao trung bình là 100 mét trên mực nước biển, có điểm thấp nhất là 37 mét và điểm cao nhất là 106 mét. Xã có diện tích 6,00 km², dân số vào thời điểm 1999 là 21.595 người; mật độ dân số là 3599 người/km².

## Các thành phố kết nghĩa
- Lingenfeld, Đức
- Girvan, Scotland

## Địa điểm tham quan
- Nhà thờ Saint Barthélémy (với các tác phẩm của Jean Gaspard Etienne Mondineu)
- Lâu đài Charmettes

## Dân số
Người dân ở Torcy được gọi là Torcéens.
Điều tra dân số năm 1999, xã này có dân số là 21.595.